# Municipio Tizayuca
Koordinaten: 19° 50′ 0″ N, 98° 59′ 0″ W
Tizayuca ist ein Municipio im mexikanischen Bundesstaat Hidalgo. Der Sitz der Gemeinde ist das gleichnamige Tizayuca. Die Gemeinde hatte im Jahr 2010 97.461 Einwohner, ihre Fläche beträgt 76,9 km².
Als einziges Municipio Hidalgos wird Tizayuca zur Zona Metropolitana del Valle de México gerechnet.

## Geographie

### Lage
Tizayuca liegt im Süden des Bundesstaates Hidalgo, etwa 50 km nördlich von Mexiko-Stadt.
Das Municipio grenzt im Norden an das Municipio Tolcayuca und ist ansonsten vom Bundesstaat México umgeben.

### Städte
Die größte Stadt des Municipios ist der gleichnamige Hauptort. Zwei weitere der über 30 Orte im Municipio erreichen eine Einwohnerzahl von über 10.000.
| Städte                | Einwohner |
| Tizayuca              | 43.250    |
| Don Antonio           | 17.736    |
| Haciendas de Tizayuca | 14.787    |
| Gemeinde              | 97.461    |